# Thurnau
Thurnau – gmina targowa w Niemczech, w kraju związkowym Bawaria, w rejencji Górna Frankonia, w regionie Oberfranken-Ost, w powiecie Kulmbach. Leży przy autostradzie A70.
Gmina położona jest 10 km na południowy zachód od Kulmbach, 48 km na południowy zachód od Hof i 17 km na północny wschód od Bayreuth.

## Dzielnice
W skład gminy wchodzą następujące dzielnice: 
| - Alladorf - Berndorf - Felkendorf - Hörlinreuth - Hutschdorf - Kemeritz - Lanzenreuth - Leesau | - Limmersdorf - Lochau - Menchau - Partenfeld - Rottlersreuth - Tannfeld - Thurnau - Trumsdorf |

### Współpraca
Miejscowość partnerska:
- Positano, Włochy od 2000

## Zabytki i atrakcje
- zamek Thurnau, z XIII wieku
- Kościół pw. św. Wawrzyńca (St. Laurentius)
- ratusz wybudowany w 1751
- 240-metrowa wieża przekaźnikowa

## Galeria

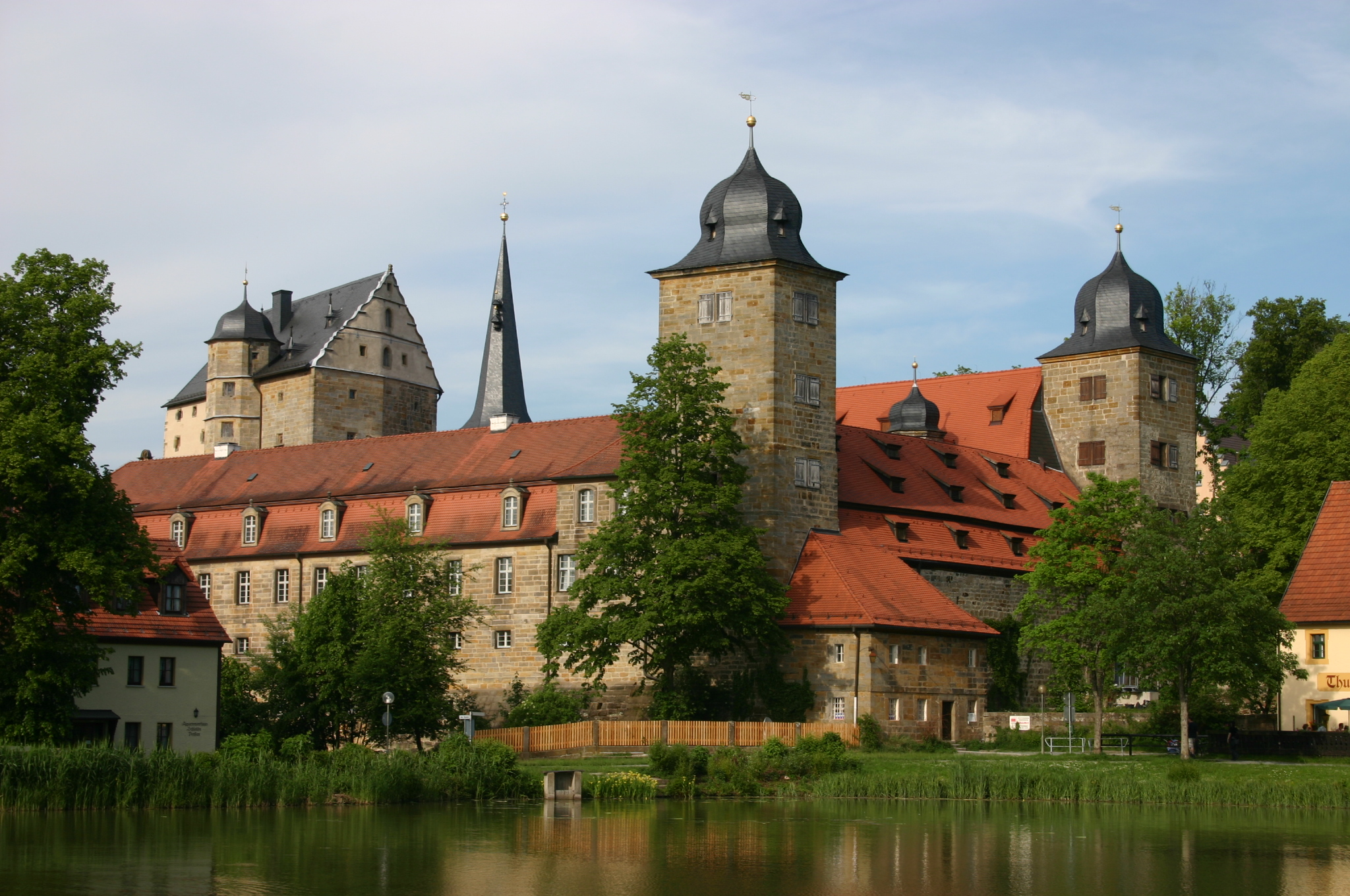
Zamek Thurnau
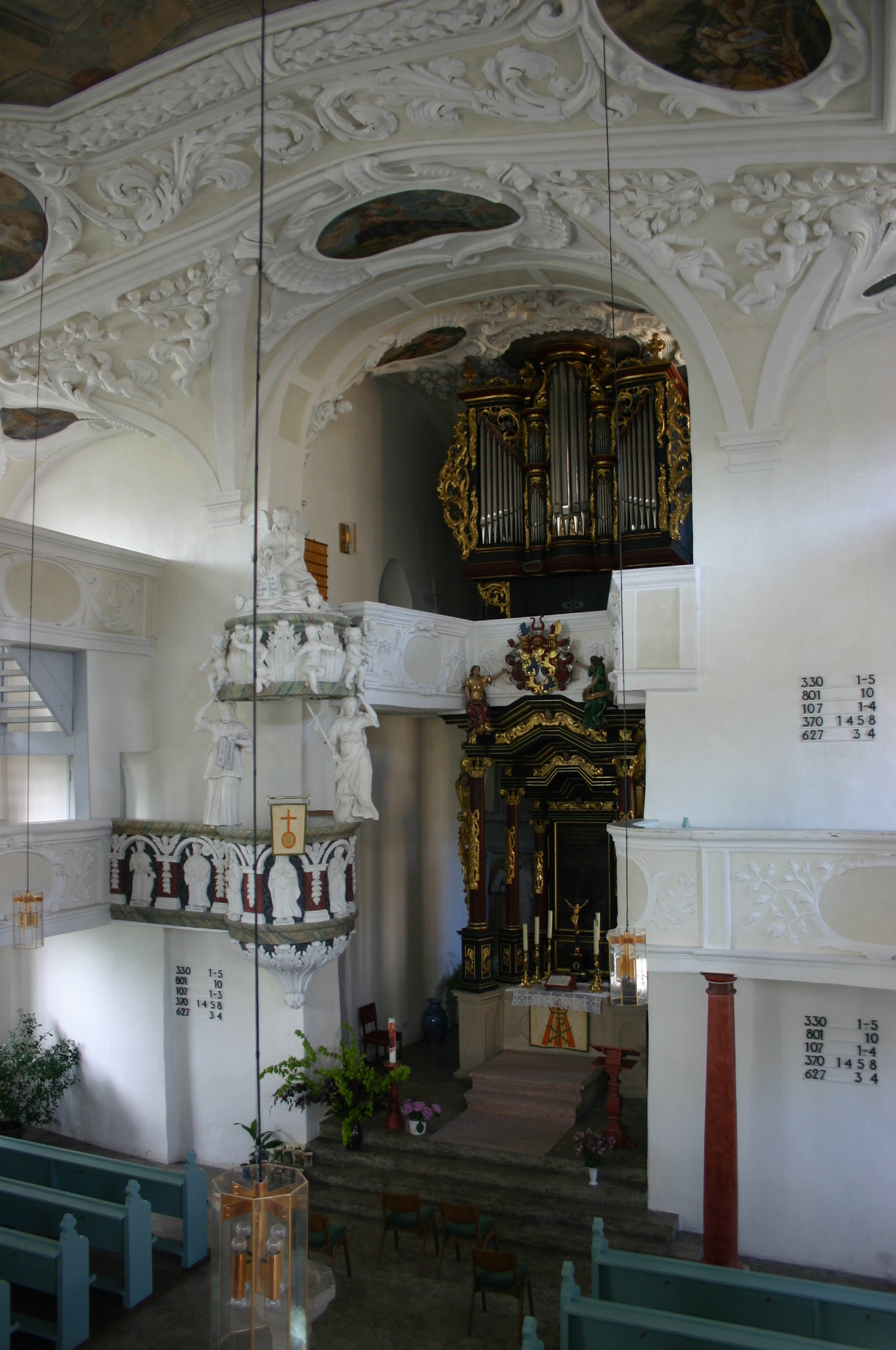
Wnętrze kościoła św. Wawrzyńca (St. Laurentius)
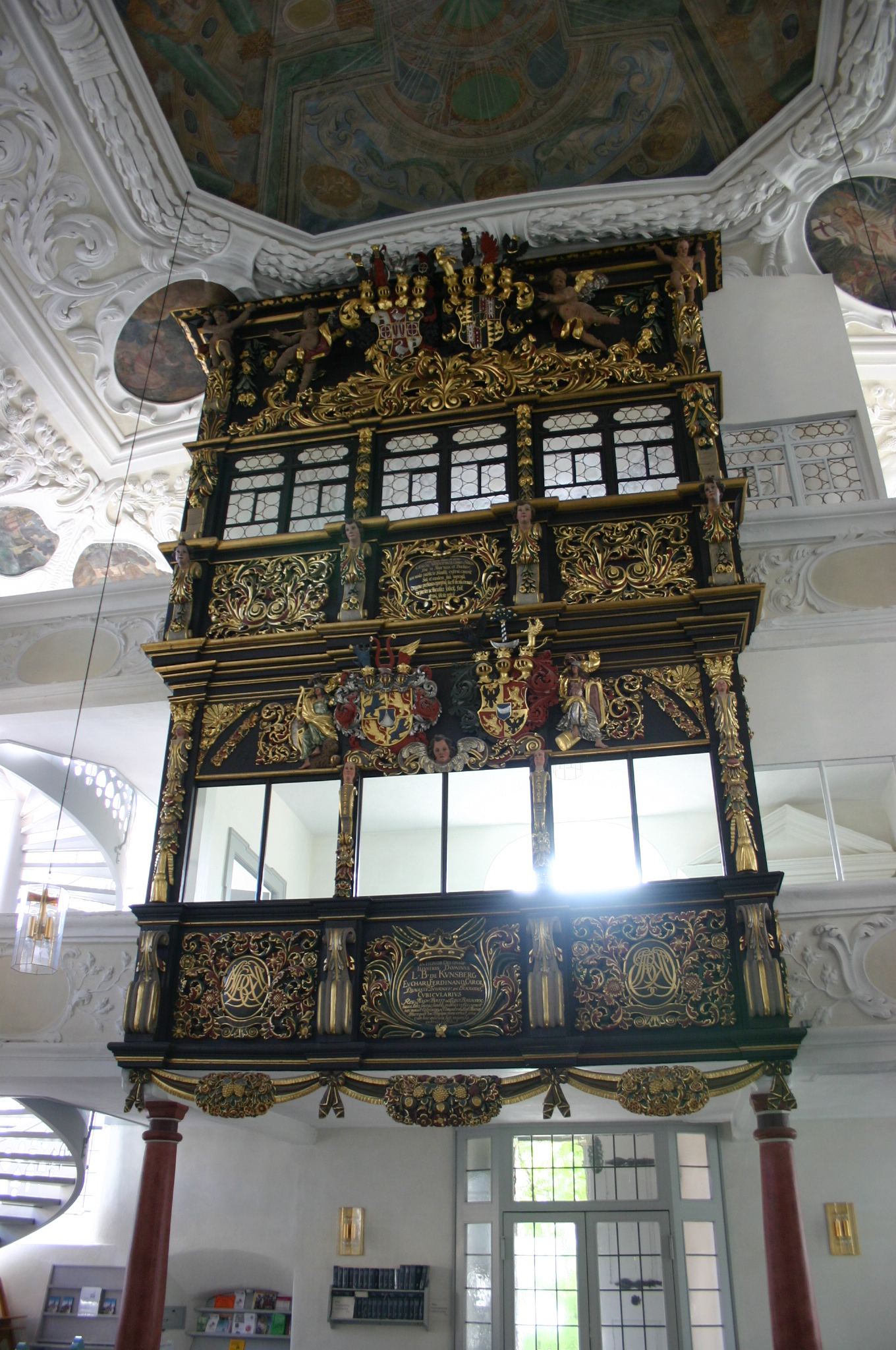
Wnętrze kościoła św. Wawrzyńca (St. Laurentius)